# MiPi
Le MiPi ou MiPi Alliance (ou MiPi signifie en anglais : Mobile Industry Processor Interface), que l'on peut traduire par Interface de processeur de l'industrie mobile), est un groupe ayant des intérêts communs dans le développement de plateformes mobiles. Cela inclut ARM, Nokia STMicroelectronics and Texas Instruments et le nom des interfaces qu'ils développent en commun.
250 industriels dont Intel et Samsung ont ensuite rejoint cette organisation.

### liens externes
- Site officiel